# Erve Asito
Erve Asito – stadion piłkarski znajdujący się w mieście Almelo, w Holandii. Został oddany do użytku 10 września 1999. Od tego czasu swoje mecze na tym obiekcie rozgrywa występujący w Eredivisie zespół Heracles Almelo. Jego pojemność wynosi 12 080 miejsc.